# Peritan Bozdağ
Peritan Bozdağ (* 15. Juni 1999 in Çeşme) ist eine türkisch-aserbaidschanische Fußballspielerin.

## Karriere

### Verein
Bozdağ spielte von 2015 bis 2019 bei Konak Belediyespor. Danach wechselte sie 2019 zu Hakkarigücü Spor. In der Saison 2021–22 wechselte sie zu Altay S.K. Seit 2023 spielte Bozdağ für den Verein Fatih Vatan S.K.

### Nationalmannschaft
Bozdağ wurde 2015 in die türkischen U15-Frauennationalmannschaft berufen. Von 2017 bis 2018 spielte sie für die Aserbaidschan U-19.
Seit 2021 spielt sie für die Aserbaidschanische Fußballnationalmannschaft der Frauen.
Bozdağ gab ihr Debüt in der A-Nationalmannschaft Aserbaidschans am 11. Juni 2021 bei einer 2:3-Testspielniederlage gegen Georgien. Bisher absolvierte sie 3 Länderspiele.